# Кенга (язык)
Кенга (Cenge, Kenga, Kenge) — один из языков, который относится к языкам подгруппы бонго-багирми, на котором говорят в 52 деревнях (включая Бокийо и Болонго) ареала Биткине подпрефектуры Биткине департамента Гера региона Гера в Чаде.
У кенга есть диалекты банала (тар-банала), банама (тар-банама), биджир, болонг (тар-болонго), ченге (тар-ченге).
Алфавит на латинской основе: A a, B b, Ɓ ɓ, C c, D d, Ɗ ɗ, E e, Ɛ ɛ, G g, I i, J j, Ƴ ƴ, K k, L l, M m, N n, N̰ n̰, Ŋ ŋ, O o, Ɔ ɔ, P p, R r, S s, T t, U u, W w, Y y, Z z.